# Nekrolog 1432
Nekrolog
◄◄
| ◄
| 1428
| 1429
| 1430
| 1431
| 1432 | 1433 | 1434 | 1435 | 1436 | ► | ►►
Weitere Ereignisse | Allgemeiner Nekrolog 1432
Die Beschreibung der verstorbenen Person sollte so kurz wie möglich gehalten sein und nur deren signifikante Tätigkeit(en) enthalten.
Neue Namen ggf. auch unter dem Geburts- und Sterbedatum, also etwa unter 1. Januar und im Geburts- und Sterbejahr (2024) eintragen (nur bei entsprechender großer Wichtigkeit). Für Beispiele siehe die schon vorhandenen Artikel.
Außerdem über die fünf zuletzt Verstorbenen, zu denen es einen ausreichend guten Artikel für eine Präsentation auf der Hauptseite gibt, nach der todesbedingten Überarbeitung der Artikel ggf. auch unter Wikipedia Diskussion:Hauptseite informieren und sie am besten auch in den anderen Wikipedia-Sprachversionen eintragen. Tipp: Regelmäßig bei news.google.de nach „ist tot“, „gestorben“ oder „verstorben“ suchen.
Wenn eine Person gestorben ist, gibt es viele Seiten zu dieser Person in der Wikipedia, die davon auch betroffen sind und entsprechend aktualisiert werden müssen. Beispiele: Namenübersichtsseite, Geburtsjahr, Geburtsort-Seiten und viele mehr.
Wie finde ich die betroffenen Seiten?
Im Suchfeld auf der linken Seite gibt man den Suchbegriff so ein: „Vorname Nachname“. Dann klickt man auf Volltext und alle Seiten mit entsprechendem Suchtext werden aufgerufen. Hier sieht man dann schnell, wo auch das Todesjahr Sinn macht oder sogar ein Teil des Artikels angepasst werden muss. Auch hilft das „Werkzeug“ auf der linken Seite sehr gut, um solche Seiten aufzufinden: „Links auf diese Seite“. Somit ist die Wikipedia wieder aktuell in allen Bereichen! Hinweis: bei Eintragung der Kategorie „Gestorben JAHR“ wird der Missbrauchsfilter 49 ausgelöst, was jedoch nicht schlimm ist. Siehe: Spezial:Missbrauchsfilter/49
Dies ist eine Liste von im Jahr 1432 verstorbenen bekannten Persönlichkeiten. Die Einträge erfolgen innerhalb der einzelnen Daten alphabetisch sortiert. Tiere sind im Nekrolog für Tiere zu finden.

## Januar
| Tag       | Name              | Beruf, bekannt als               | Alter | Beleg |
| --------- | ----------------- | -------------------------------- | ----- | ----- |
| 3. Januar | Alexandru cel Bun | Herrscher des Fürstentums Moldau |       |       |

## Februar
| Tag        | Name                | Beruf, bekannt als          | Alter | Beleg |
| ---------- | ------------------- | --------------------------- | ----- | ----- |
| 2. Februar | Elisabetta Visconti | Herzogin von Bayern-München |       |       |

## März
| Tag      | Name                         | Beruf, bekannt als             | Alter | Beleg |
| -------- | ---------------------------- | ------------------------------ | ----- | ----- |
| 4. März  | Peter II. Pienzenauer        | Stiftspropst von Berchtesgaden |       |       |
| 23. März | Ernst Auer von Herrenkirchen | Bischof von Gurk               |       |       |

## April
| Tag   | Name      | Beruf, bekannt als      | Alter | Beleg |
| ----- | --------- | ----------------------- | ----- | ----- |
| April | Yusuf IV. | Emir von Granada (1432) |       |       |

## Mai
| Tag     | Name                            | Beruf, bekannt als                              | Alter | Beleg |
| ------- | ------------------------------- | ----------------------------------------------- | ----- | ----- |
| 5. Mai  | Francesco Bussone da Carmagnola | italienischer Feldherr                          |       |       |
| 22. Mai | Agnes von Nürnberg              | Äbtissin des Klarissenklosters Hof              |       |       |
| 22. Mai | Johann von Venningen            | Reichsritter, Hofmeister in Heidelberg          |       |       |
| 29. Mai | Johannes Holt                   | deutscher Theologe, Hochschullehrer und Domherr |       |       |

## Juni
| Tag      | Name        | Beruf, bekannt als       | Alter | Beleg |
| -------- | ----------- | ------------------------ | ----- | ----- |
| 13. Juni | Uko Fockena | ostfriesischer Häuptling |       |       |

## Juli
| Tag      | Name                  | Beruf, bekannt als                               | Alter | Beleg |
| -------- | --------------------- | ------------------------------------------------ | ----- | ----- |
| 28. Juli | Johannes de Crivellis | Skriptor und Abbreviator der päpstlichen Kanzlei |       |       |

## August
| Tag        | Name                  | Beruf, bekannt als                                | Alter | Beleg |
| ---------- | --------------------- | ------------------------------------------------- | ----- | ----- |
| 10. August | Anna von Braunschweig | Gattin des österreichischen Herzogs Friedrich IV. |       |       |
| 10. August | Hans von Burghausen   | deutscher Baumeister der Spätgotik                |       |       |
| 26. August | Kanze Motomasa        | japanischer Nō-Autor                              |       |       |

## September
| Tag           | Name                  | Beruf, bekannt als                               | Alter | Beleg |
| ------------- | --------------------- | ------------------------------------------------ | ----- | ----- |
| 24. September | Jean de Bertrand      | Bischof von Genf und Erzbischof von Tarentaise   |       |       |
| 27. September | Guillaume de Montfort | französischer Bischof und Kardinal               |       |       |
| 29. September | Antoine de Toulongeon | burgundischer Militär des Hundertjährigen Kriegs |       |       |

## Oktober
| Tag         | Name                             | Beruf, bekannt als | Alter | Beleg |
| ----------- | -------------------------------- | ------------------ | ----- | ----- |
| 19. Oktober | John Mowbray, 2. Duke of Norfolk | englischer Adliger |       |       |

## Datum unbekannt
| Tag      | Name                       | Beruf, bekannt als                                            | Alter | Beleg |
| -------- | -------------------------- | ------------------------------------------------------------- | ----- | ----- |
|          | Marquard Bonhorst          | Ratsherr der Hansestadt Lübeck                                |       |       |
|          | Gyeltshab Je               | tibetischer Autor und buddhistischer Lama                     |       |       |
|          | Janus                      | König von Zypern                                              |       |       |
|          | Konekham                   | König von Lan Chang                                           |       |       |
|          | Arnold de Lantins          | franko-flämischer Komponist und Sänger der frühen Renaissance |       |       |
|          | Johann Městecký von Opočno | böhmischer Adliger, Hauptmann in den Hussitenkriegen          |       |       |
| vor Juli | Régnier Pot                | Berater des Herzogs von Burgund                               |       |       |
|          | Ditmar von Thünen          | Kaufmann und Ratsherr der Hansestadt Lübeck                   |       |       |
|          | André de Toulongeon        | Großstallmeister von Frankreich                               |       |       |